# Zjeravna
Zjeravna (bulgariska: Жеравна) är ett distrikt i Bulgarien.   Det ligger i kommunen Obsjtina Kotel och regionen Sliven, i den centrala delen av landet, 260 km öster om huvudstaden Sofia.
I omgivningarna runt Zjeravna växer i huvudsak lövfällande lövskog. Runt Zjeravna är det ganska glesbefolkat, med 34 invånare per kvadratkilometer.